# Geigeria angolensis
Geigeria angolensis là một loài thực vật có hoa trong họ Cúc. Loài này được O.Hoffm. mô tả khoa học đầu tiên năm 1892.